# José Vantolrá
José Vantolrá Rangel (ur. 30 marca 1943) – meksykański piłkarz grający na pozycji obrońcy.
Jego ojciec Martí Ventolrà był hiszpańskim piłkarzem, reprezentantem kraju i uczestnikiem mistrzostw świata. José Vantolrá przez całą karierę był związany z Deportivo Toluca, w pierwszym zespole występował w latach 1962–1973. W 1967 i 1968 zostawał mistrzem Meksyku, w 1968 sięgnął również po Puchar Mistrzów CONCACAF. W reprezentacji Meksyku debiutował w 1963 i do 1970 rozegrał w jej barwach 31 spotkań. W 1970 brał udział w mistrzostwach świata rozgrywanych w jego ojczyźnie, wystąpił we wszystkich czterech meczach Meksyku w turnieju.
Pracował jako trener. W latach 1992–1993 prowadził Tulucę, w 1996 był szkoleniowcem Club Santos Laguna.